# استان سوئی‌یوآن
| استان پیشین جمهوری خلق چین 綏遠省 استان سوئی‌یوآن (۱۹۲۸–۱۹۴۹) |       |
|                                                              |       |
| مرکز                                                         | هوهوت |
| استان پیشین جمهوری خلق چین 绥远省 استان سوئی‌یوآن (۱۹۴۹–۱۹۵۴) |       |
|                                                              |       |
| مرکز                                                         | هوهوت |

استان سوئی‌یوآن (چینی ساده: 綏遠; چینی سنتی: 绥远; پین‌یین: Suíyuǎn) و (وید جایلز:Sui-yuan) یک استان تاریخی جمهوری چین بود. مرکز سوئی‌یوآن جوسوئی بود که (هم اکون شهر هوهوت) است. مخفف آن (綏 pinyin: suí) است. منطقه سوئی‌یوآن در وضعیت امروزی اش شامل شهرهای کاملی از جمله هوهوت، بائوتو، ووهای ،اوردوس، بایانور، و بخش‌هایی از اولانکاب، تقسیم شده و درحال حاضر جزئی از منطقه خودمختار مغولستان به‌شمار می‌رود. نامگذاری سوئی‌یوآن برگرفته از منطقه‌ای از پایتخت دودمان چینگ گرفته شده‌است.
در اوائل ۱۹۳۰ یان شیشان فرمانده ارتش شانشی استان سوئی‌یوآن را به اشغال خود درآورد و سنگ آهن معادن آن را استخراج کرد. وی سپس به سازماندهی منابع مالی استان پرداخت و برای اولین بار ۴۰۰۰ هکتار یا ۱۶ کیلومتر از اراضی سوئی‌یوآن را با ارتش شانسی زیر کشت برد. دراساس راه‌اندازی کار کشت و زرع سوئی‌یوآن را با سربازان کشاورز ارتش شانشی تأمین کرد و مدیریت زمین‌ها را نیز به افسران بازنشسته ارتش خود سپرد. کنترل یان شیشان بر اراضی سوئی‌یوآن آنچنان بود که خبرنگاری پس از دیدار از استان اشاره کرد که سوئی‌وان مستعمره ارتش شانسی است.
هنگام جنگ داخلی چین در ۱۹۳۵، مائو تسه تونگ رهبر حزب کمونیست چین به رهبران مغولستان قول برقراری یک دولت مستقل «خودمختار» که شامل همه سرزمین‌های «تاریخی» مغولستان در چین می‌شد را داد و در ازایش حمایت آنها علیه دولت کومینتانگ را خواستار شد. این قول شامل این تأیید می‌شد که هیچ گروه قومی دیگری اجازه نخواهد داشت به اشغال مغولستان داخلی بپردازد. اما به دنبال پیروزی انقلاب کمونیستی چین مدیران سرزمین نوپا اکثریت قوم هان را در قلمرو مغولستان داشتند، بزرگ‌ترین گروه قومی بومی چین که به لحاظ جمعیت در تمامی کره خاکی بالاترین است، و در برابر آنها مغول‌های خواهان خود مختاری در استان سوئی‌یوآن با جمعیتی دو میلیون نفری بودند که برای نپیوستن به منطقه جدید خودمختار مغولستان مقاومت می‌کردند. تا اینکه در ۱۹۵۴ مائو با استان سوئی‌یوآن به توافق رسید، بدین صورت که مغلولها اداره امور سوئی‌یوآن را به دست گرفتند، اما تصریح شد که بومیان هان در سرزمین اجدادی خود باقی‌خواهند ماند.

## کتاب
- دونالد ج گیلین. (Gillin, Donald G.) فرمانده نظامی: یان شیشان در استان شانشی ۱۹۱۱–۱۹۴۹. پرینستون، نیوجرسی: انتشارات دانشگاه پرینستون. ۱۹۶۷.